# 24-й механизированный корпус
24-й механизированный корпус — воинское соединение (механизированный корпус) бронетанковых и механизированных войск РККА в Вооружённых силах СССР СССР до и во время Великой Отечественной войны.
Условное наименование — войсковая часть (в/ч) № 7161.
Сокращённое наименование — 24 мк.

## История
24-й механизированный корпус на момент начала Великой Отечественной войны в июне 1941 года дислоцировался в Киевском военном округе в г. Староконстантинове.
В его состав входили: 45-я танковая дивизия (в/ч 1703), 49-я танковая дивизия (в/ч 9405) и 216-я моторизованная дивизия (в/ч 9250). В марте 1941 года командиром корпуса был назначен генерал-майор Владимир Иванович Чистяков, который командовал корпусом до 1 июля 1941 года. Начальник штаба корпуса был полковник Александр Иванович Данилов.
24-й механизированный корпус после начала Великой Отечественной войны был в числе воинских формирований 26-й армии, входившей в состав Юго-Западного фронта. В июле 1941 года — августе 1941 года 26-я армия отступала, сдерживая наступления немецких войск и войск союзников фашистской Германии. 24-й механизированный корпус принимал участие в приграничном сражении, действуя на винницком направлении восточнее города Проскуров.
1 июля 1941 года тяжелобольной генерал-майор Чистяков был отправлен в военный госпиталь (Первомайск, Николаевская область), где 18 августа 1941 года умер от сердечной недостаточности.
В августе 1941 года — сентябре 1941 года формирования 26-й армии участвовали сражении под Уманью и частично оказались в окружении.
В конце сентября 1941 года 26-й армия и её управление были расформированы, а вышедшие из окружения подразделения армии были переданы на укомплектование других воинских соединений и частей РККА.
|                              | БТ-5 | БТ-7 | Т-26  | ХТ | Всего | БА-20 | БА-10 | Всего |
| ---------------------------- | ---- | ---- | ----- | -- | ----- | ----- | ----- | ----- |
| Управление                   |      |      |       |    |       | 5     |       | 5     |
| 45-я танковая дивизия        |      |      | 209/1 | 3  | 213/1 | 5     |       | 5     |
| 49-я танковая дивизия        | 5    | 5    |       |    | 10    |       | 6     | 6     |
| 216-я моторизованная дивизия |      |      |       |    |       |       |       |       |
| Всего                        |      | 10   | 209/1 | 3  | 222/1 | 10    | 6     | 16    |

## Полное название
24-й механизированный корпус

## Командование корпуса

### Командиры корпуса
- Чистяков, Владимир Иванович (11.03.1941 — 01.07.1941), генерал-майор[3]

### Военный комиссар
- Сильверстов, Пётр Иванович (20.03.1941 — 15.08.1941), бригадный комиссар[4]

### Начальники штаба корпуса
- Данилов, Александр Иванович (— 08.1941), полковник (пропал без вести)[1].

### Начальник политотдела
- Скрюченков, Михаил Павлович (20.03.1941 — 15.08.1941), батальонный комиссар[4]

## Состав

### 45 танковая дивизия
Командир — комбриг, с 12.08.41 г. генерал-майор Михаил Дмитриевич Соломатин. Заместитель начальника политотдела — батальонный комиссар Иван Матвеевич Вахрушев.
Состав дивизии:
- 89 танковый полк — в/ч 1727
- 90 танковый полк — в/ч 1731
- 45 мотострелковый полк — в/ч 1720
- 45 гаубичный артиллерийский полк — в/ч 1737
- остальные части (озад — в/ч 1717, рб — в/ч 1705, понб — в/ч 1737, обс — в/ч 1709, медсанбат — в/ч 1812, атб — в/ч 1802, рвб — в/ч 1807, ррег — в/ч 1713, пах — в/ч 1824)

### 49 танковая дивизия
Командир — полковник Швецов, Константин Фёдорович . Начальник штаба подполковник Семенюк, Михаил Андреевич (12.3.1941 — 17.4.1941). Начальник артиллерии — полковник Никанор Никанорович Любимов (умер в плену).
Состав дивизии:
- 97 танковый полк — в/ч 9513
- 98 танковый полк — в/ч 9528
- 49 мотострелковый полк — в/ч 9493
- 49 гаубичный артиллерийский полк — в/ч 9554
- остальные части (озад — в/ч 9483, рб — в/ч 9421, понб — в/ч 9578, обс — в/ч 9442, медсанбат — в/ч 9606, атб — в/ч 9586, рвб — в/ч 9597, ррег — в/ч 9461, пах — в/ч 9622)

### 216 моторизованная дивизия
Командир — полковник Ашот Саркисович Саркисян. Начальник инженерного отделения — Иван Михайлович Лебедев.
Состав дивизии:
- 647 мотострелковый полк — в/ч 9262
- 665 мотострелковый полк — в/ч 9273
- 134 танковый полк — в/ч 9282
- 656 артиллерийский полк — в/ч 9276

### Прочие подразделения
- 42 отдельный истребительно-противотанковый дивизион — в/ч 9319
- 215 отдельный зенитно-артиллерийский дивизион — в/ч 9306
- 290 разведывательный батальон — в/ч 9291
- 370 легко-инженерный батальон — в/ч 9302
- 590 отдельный батальон связи — в/ч 9297
- 214 артиллерийский парковый дивизион — в/ч 9348
- 356 медико-санитарный батальон — в/ч 9324
- 685 автотранспортный батальон — в/ч 9357
- 160 ремонтно-восстановительный батальон — в/ч 9342
- 34 рота регулирования — в/ч 9365
- 460 полевой хлебозавод — в/ч 9329
- 725 полевая почтовая станция
- 586 полевая касса Госбанка
- 17 мотоциклетный полк — в/ч 7145
- 551 отдельный батальон связи — в/ч 7372
- 81 отдельный мотоинженерный батальон — в/ч 7431
- 124 отдельная корпусная авиаэскадрилья — в/ч 5601